# Karol Beck
Pour les articles homonymes, voir Beck.
Karol Beck, né le 3 avril 1982 à Zvolen, est un joueur slovaque de tennis, professionnel entre 2001 et 2016, et entraîneur depuis.

## Carrière
Il n'a pas remporté de titres sur le circuit ATP. Il a néanmoins disputé la finale de l'Open de Saint-Pétersbourg en 2004. Son meilleur classement ATP en simple reste une 36e place atteinte le 26 août 2005.
Le 23 février 2006, la fédération internationale de tennis a annoncé que Karol Beck avait été contrôlé positif au Clenbuterol lors de la demi-finale de Coupe Davis 2005 contre l'Argentine. Par conséquent, il a été suspendu pour deux ans jusqu'au 31 octobre 2007. À son retour, il se fait moins présent, apparaissant surtout dans des tournois Challenger voire Futures. Il se hisse tout de même en quarts de finale à Johannesburg en 2011, et atteint le 3e tour à Wimbledon la même année, mais disparait ensuite progressivement du circuit principal. Il quitte le classement officiel en simple en août 2015, et celui en double en mars 2016.
En septembre 2015, il rejoint l'académie de tennis « Empire » de Trnava pour entraîner les joueurs Andrej Martin et (en collaboration avec Miloslav Grolmus) Hans Podlipnik-Castillo.

## Palmarès

### Finale en simple (1)
| No | Date       | Nom et lieu du tournoi                 | Catégorie   | Dotation  | Surface         | Vainqueur       | Score    |          |
| -- | ---------- | -------------------------------------- | ----------- | --------- | --------------- | --------------- | -------- | -------- |
| 1  | 25-10-2004 | St. Petersburg Open, Saint-Pétersbourg | Int' Series | 975 000 $ | Moquette (int.) | Mikhail Youzhny | 6-2, 6-2 | Parcours |

### Finales en double (2)
| No | Date       | Nom et lieu du tournoi      | Catégorie | Dotation  | Surface      | Vainqueurs                         | Partenaire  | Score            |          |
| -- | ---------- | --------------------------- | --------- | --------- | ------------ | ---------------------------------- | ----------- | ---------------- | -------- |
| 1  | 01-02-2010 | SA Tennis Open Johannesburg | ATP 250   | 442 500 $ | Dur (ext.)   | Rohan Bopanna Aisam-Ul-Haq Qureshi | Harel Levy  | 2-6, 6-3, [10-5] | Parcours |
| 2  | 07-06-2010 | AEGON Championships Londres | ATP 250   | 627 700 € | Gazon (ext.) | Novak Djokovic Jonathan Erlich     | David Škoch | 6-7, 6-2, [10-3] | Parcours |

## Parcours dans les tournois duGrand Chelem

### En simple
| Année | Open d'Australie | Open d'Australie | Internationaux de France | Internationaux de France | Wimbledon       | Wimbledon        | US Open         | US Open      |
| ----- | ---------------- | ---------------- | ------------------------ | ------------------------ | --------------- | ---------------- | --------------- | ------------ |
| 2002  | —                | —                | —                        | —                        | 2e tour (1/32)  | A. Pavel         | —               | —            |
| 2003  | 1er tour (1/64)  | J. I. Chela      | 1er tour (1/64)          | A. Agassi                | 1er tour (1/64) | M. Youzhny       | 1er tour (1/64) | N. Lapentti  |
| 2004  | 2e tour (1/32)   | T. Enqvist       | 1er tour (1/64)          | J. Jeanpierre            | 3e tour (1/16)  | X. Malisse       | 1/8 de finale   | L. Hewitt    |
| 2005  | 3e tour (1/16)   | O. Rochus        | 1er tour (1/64)          | J. C. Ferrero            | 1er tour (1/64) | M. Philippoussis | 1er tour (1/64) | J. Nieminen  |
| 2006  | —                | —                | —                        | —                        | —               | —                | —               | —            |
| 2007  | —                | —                | —                        | —                        | —               | —                | —               | —            |
| 2008  | —                | —                | —                        | —                        | —               | —                | —               | —            |
| 2009  | —                | —                | —                        | —                        | 2e tour (1/32)  | N. Almagro       | 1er tour (1/64) | M. González  |
| 2010  | —                | —                | 1er tour (1/64)          | P. Kohlschreiber         | 2e tour (1/32)  | G. Monfils       | —               | —            |
| 2011  | 1er tour (1/64)  | A. Murray        | —                        | —                        | 3e tour (1/16)  | D. Ferrer        | 1er tour (1/64) | D. Junqueira |
| 2012  | 1er tour (1/64)  | J. Benneteau     | 1er tour (1/64)          | Ł. Kubot                 | 1er tour (1/64) | J. Levine        | 1er tour (1/64) | J.-W. Tsonga |

N.B. : à droite du résultat se trouve le nom de l'ultime adversaire.

### En double
| Année | Open d'Australie          | Open d'Australie     | Internationaux de France   | Internationaux de France | Wimbledon                     | Wimbledon              | US Open                     | US Open                   |
| ----- | ------------------------- | -------------------- | -------------------------- | ------------------------ | ----------------------------- | ---------------------- | --------------------------- | ------------------------- |
| 2002  | —                         | —                    | —                          | —                        | 1er tour (1/32) J. Levinský   | D. Johnson J. Palmer   | —                           | —                         |
| 2003  | —                         | —                    | 1er tour (1/32) K. Kučera  | T. Ascione J. Varlet     | 2e tour (1/16) K. Kučera      | W. Black K. Ullyett    | —                           | —                         |
| 2004  | 1er tour (1/32) D. Hrbatý | W. Arthurs P. Hanley | 2e tour (1/16) J. Novák    | G. Etlis M. Rodríguez    | —                             | —                      | 2e tour (1/16) R. Söderling | B. Bryan M. Bryan         |
| 2005  | 1/8 de finale S. Sargsian | J. Blake M. Fish     | 2e tour (1/16) J. Levinský | K. Kim Lee H-t.          | 1/8 de finale J. Levinský     | L. Paes N. Zimonjić    | 2e tour (1/16) J. Levinský  | L. Burgsmüller M. Youzhny |
| 2006  | —                         | —                    | —                          | —                        | —                             | —                      | —                           | —                         |
| 2007  | —                         | —                    | —                          | —                        | —                             | —                      | —                           | —                         |
| 2008  | —                         | —                    | —                          | —                        | —                             | —                      | —                           | —                         |
| 2009  | —                         | —                    | —                          | —                        | 2e tour (1/16) J. Levinský    | A. Pavel H. Tecău      | —                           | —                         |
| 2010  | —                         | —                    | —                          | —                        | 1er tour (1/32) D. Toursounov | J. Benneteau M. Llodra | —                           | —                         |
| 2011  | —                         | —                    | —                          | —                        | 1er tour (1/32) D. Škoch      | K. Anderson J. Knowle  | —                           | —                         |

N.B. : le nom du ou de la partenaire se trouve sous le résultat ; le nom des ultimes adversaires se trouve à droite.

## Parcours dans lesMasters 1000
| Année | Indian Wells        | Miami                | Monte-Carlo         | Rome               | Hambourg            | Canada                      | Cincinnati         | Madrid               | Paris                 |
| ----- | ------------------- | -------------------- | ------------------- | ------------------ | ------------------- | --------------------------- | ------------------ | -------------------- | --------------------- |
| 2003  | 1er tour J. Novák   | 1er tour N. Lapentti | —                   | —                  | 2e tour M. Youzhny  | 1/8 de finale F. López      | —                  | —                    | 2e tour P. Srichaphan |
| 2004  | 1er tour X. Malisse | 2e tour A. Roddick   | —                   | —                  | —                   | 1er tour I. Ljubičić        | —                  | —                    | —                     |
| 2005  | 1er tour T. Enqvist | 1er tour N. Lapentti | 1er tour T. Ascione | 1er tour G. Gaudio | 1er tour M. Youzhny | 1/4 de finale P.-H. Mathieu | 2e tour G. Monfils | 2e tour N. Davydenko | —                     |

N.B. : sous le résultat se trouve le nom de l’ultime adversaire.